# Hugo Schwelb
Hugo Schwelb (* 7. Juni 1877 in Rokitnitz, Österreich-Ungarn; † nach 1940) war ein deutscher Violinist und Komponist.

## Leben
Über seine Herkunft ist wenig bekannt. Seine musikalische Laufbahn begann mit erstem Violinunterricht im Alter von 8 Jahren. Von 1893 bis 1897 besuchte er das Prager Konservatorium. Seit 1900 war er in verschiedenen Orchestern in Deutschland tätig. Zwischen 1903 und 1908 war er Konzertmeister und Dirigent des Flora-Orchesters in Köln. Danach blieb er in Köln und arbeitete als Violinlehrer, Solist und Komponist.
Er ist bis 1940 als in Köln wohnhaft nachweisbar.

## Werke
- 2 Stücke für Violine und Klavier, Op. 19 (Dresden: E. Hoffmann, 1904)
- 4 Vortragsstücke für Violine und Klavier (Köln: P.J. Tonger, 1914)
- 2 Violinkonzerte
- Kammermusik für Violine und Klavier
- Klavierstücke
- Lieder
- Orchesterwerke

Lediglich die beiden erstgenannten Werke für Violine und Klavier sind im Druck erschienen. Details zu den anderen Werken sind nicht bekannt.